# Shakin' Stevens
Shakin' Stevens (også kendt som "Shaky"; født Michael Barrett den 4. marts 1948 i Ely, Cardiff, South Glamorgan, Wales) er en britisk sanger og sangskriver.
Shakin' Stevens begyndte sin karriere som frontfigur i gruppen Shakin' Stevens and the Sunsets, men efter 7 år forlod han gruppen og fik en hovedrolle i Jack Good's "Elvis!" musical.
Dette førte senere til en pladekontrakt. Shakin' Stevens succes begrænser sig dog til primært Europa.
Gennem 80'erne og i begyndelsen af 90'erne havde Stevens regelmæssigt succes på hitlisterne med numre som "Green Door", "Oh Julie", "This Ol´ House" og "Merry Christmas Everyone".
I 1994 holdt Shakin' Stevens op med at indspille plader men fortsatte med at turnere. I Danmark har han altid været populær, og hans seneste opsamling Collectable fra 2004 solgte 40.000 eksemplarer herhjemme.
Han udsendte en comeback-plade i 2007: Now Listen.